# Homalomena
Genre
Homalomena est un genre de la famille des Araceae.

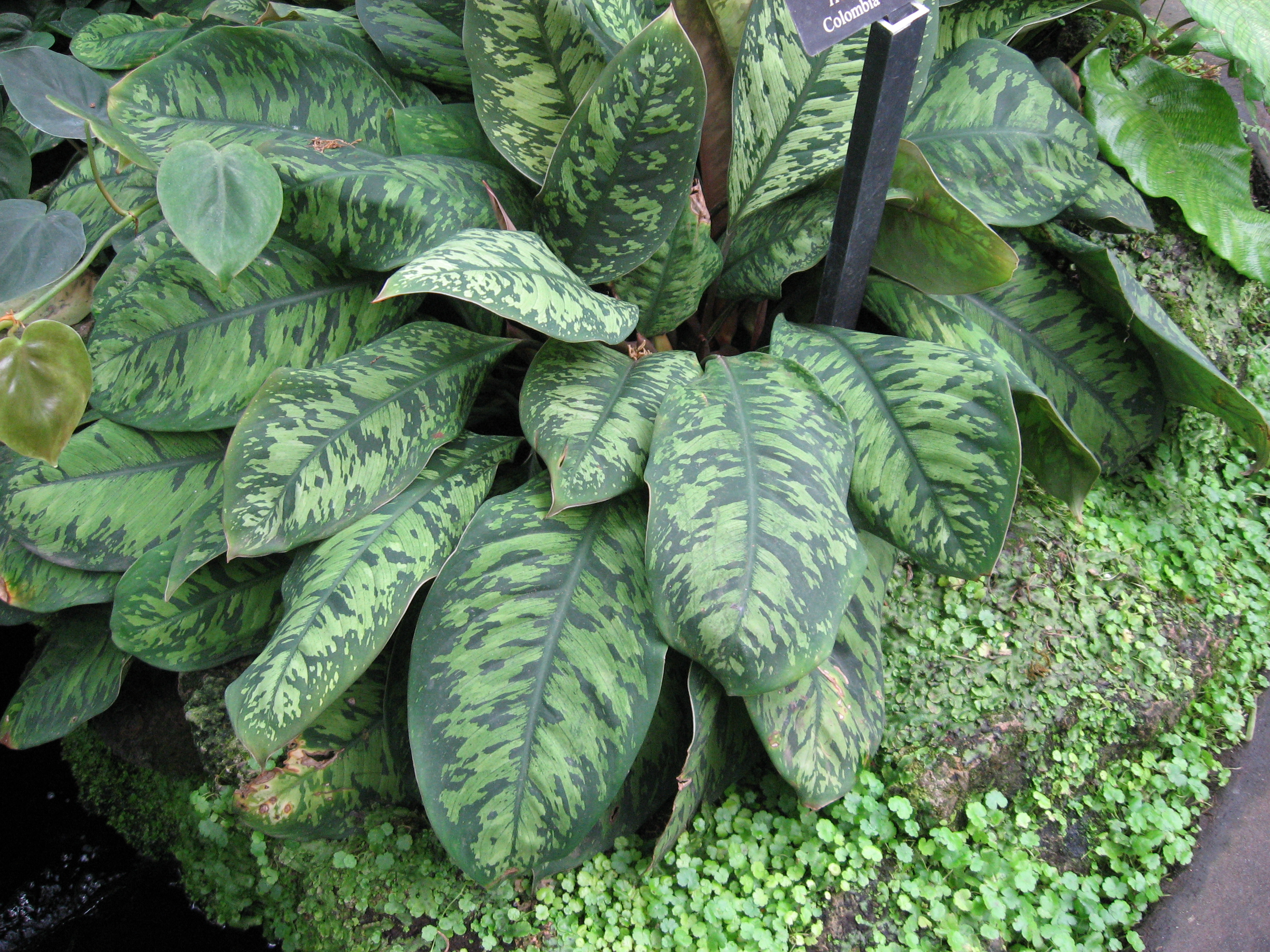
Homalomena wallichii

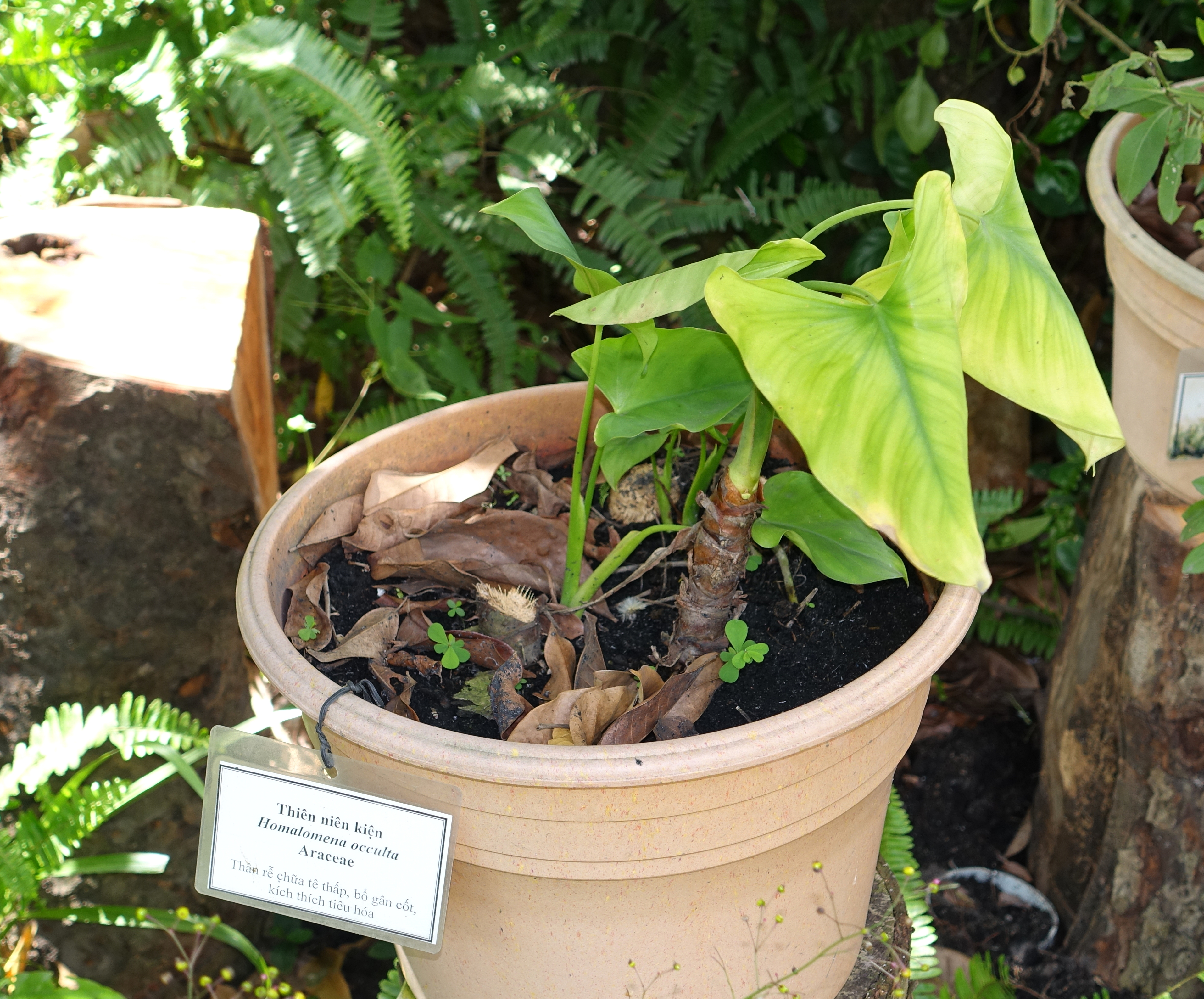
Homalomena occulta

Les « Homalomena » se trouvent dans le sud de l'Asie et dans le sud-ouest du Pacifique,,. De nombreuses « Homalomena » ont une forte odeur d'anis. Le nom dérive apparemment d'un nom vernaculaire malais mal traduit par « homalos » qui signifie « plat », et « mene » qui signifie « lune ».

## Description
Les plantes de ce genre sont des plantes vivaces à feuilles persistantes formant des touffes avec des feuilles principalement en forme de cœur ou en forme de flèche. Les fleurs sont minuscules et sans pétales, enfermées dans une spathe généralement verdâtre cachée par les feuilles.

## Liste des espèces
Selon GBIF (29 février 2024) :
- Homalomena acuminata (Ridl.) S.Y.Wong & P.C.Boyce
- Homalomena adiensis A.Hay
- Homalomena aeneifolia Alderw.
- Homalomena agens Kurniawan & P.C.Boyce
- Homalomena allenae Croat & Grayum
- Homalomena allenii Croat & Grayum
- Homalomena anthurioides S.Y.Wong, P.C.Boyce & A.Hay
- Homalomena ardua P.C.Boyce & S.Y.Wong
- Homalomena argentea Ridl.
- Homalomena aromatica (Spreng.) Schott
- Homalomena aromatica Engl. ex Alderw.
- Homalomena asmae Baharuddin & P.C.Boyce
- Homalomena asperifolia Alderw.
- Homalomena atroviridis Engl. & K.Krause
- Homalomena atrox P.C.Boyce, S.Y.Wong & Fasih.
- Homalomena baangongensis L.S.Tung & Y.C.Hoe
- Homalomena batoeensis Engl.
- Homalomena bellula Schott
- Homalomena benedikii S.Y.Wong & P.C.Boyce
- Homalomena borneensis Ridl.
- Homalomena burkilliana Ridl.
- Homalomena caerulescens Jungh. ex Schott
- Homalomena caput-gorgonis S.Y.Wong & P.C.Boyce
- Homalomena cataractae S.Y.Wong & P.C.Boyce
- Homalomena chartacea Mscr.
- Homalomena clandestina P.C.Boyce, S.Y.Wong & Fasih.
- Homalomena cochinchinensis Engl.
- Homalomena confusa Furtado
- Homalomena consobrina (Schott) Engl.
- Homalomena cordata Schott
- Homalomena corneri Furtado
- Homalomena cowleyae P.C.Boyce & S.Y.Wong
- Homalomena cristata Alderw.
- Homalomena curtisiae Ridl.
- Homalomena curtisii Ridl.
- Homalomena curvata Engl.
- Homalomena davidiana A.Hay
- Homalomena debilicrista Y.C.Hoe
- Homalomena distans Ridl.
- Homalomena doctersii Alderw.
- Homalomena electra P.C.Boyce & S.Y.Wong
- Homalomena elegans Engl.
- Homalomena elegantula A.Hay & Hersc.
- Homalomena expedita A.Hay & Hersc.
- Homalomena gadutensis M.Hotta
- Homalomena galbana Baharuddin & P.C.Boyce
- Homalomena gastrofructa Y.C.Hoe, S.Y.Wong & P.C.Boyce
- Homalomena gaudichaudii Schott
- Homalomena gempal Kartini, P.C.Boyce & S.Y.Wong
- Homalomena giamensis L.S.Tung, S.Y.Wong & P.C.Boyce
- Homalomena gillii Furtado
- Homalomena griffithii (Schott) Hook.f.
- Homalomena hainanensis H.Li
- Homalomena hanneae P.C.Boyce, S.Y.Wong & Fasih.
- Homalomena hasei P.C.Boyce & S.Y.Wong
- Homalomena hastata M.Hotta
- Homalomena havilandii Ridl.
- Homalomena hendersonii Furtado
- Homalomena hooglandii A.Hay
- Homalomena hottae S.Y.Wong, S.K.Chai & P.C.Boyce
- Homalomena humilis (Jack) Hook.f.
- Homalomena hypsiantha P.C.Boyce & S.Y.Wong
- Homalomena ibanorum S.Y.Wong & P.C.Boyce
- Homalomena imitator P.C.Boyce & S.Y.Wong
- Homalomena impudica Hersc. & A.Hay
- Homalomena insignis N.E.Br.
- Homalomena jacobsiana A.Hay
- Homalomena joanneae S.Y.Wong & P.C.Boyce
- Homalomena josefii P.C.Boyce & S.Y.Wong
- Homalomena kalkmanii A.Hay
- Homalomena kelungensis Hayata
- Homalomena kiahii Furtado
- Homalomena kionsomensis Kartini, P.C.Boyce & S.Y.Wong
- Homalomena korthalsii Furtado
- Homalomena kualakohensis Zulhazman, P.C.Boyce & Mashhor
- Homalomena lambirensis S.Y.Wong & P.C.Boyce
- Homalomena lancea Ridl.
- Homalomena lancifolia Hook.f.
- Homalomena latifrons Engl.
- Homalomena lauterbachii Engl.
- Homalomena limnogena P.C.Boyce & S.Y.Wong
- Homalomena lindenii (Rodigas) Ridl.
- Homalomena longipes Merr.
- Homalomena lubbersii hort. ex Gentil
- Homalomena magna A.Hay
- Homalomena major Griff.
- Homalomena marasmiella Kartini, P.C.Boyce & S.Y.Wong
- Homalomena matangae Y.C.Hoe, S.Y.Wong & P.C.Boyce
- Homalomena matangii Y.C.Hoe et al.
- Homalomena megalophylla M.Hotta
- Homalomena melanesica A.Hay
- Homalomena metallica (N.E.Br.) Engl.
- Homalomena metallica hort. ex Gentil
- Homalomena minor Griff.
- Homalomena minutissima M.Hotta
- Homalomena mobula P.C.Boyce & S.Y.Wong
- Homalomena monandra M.Hotta
- Homalomena montana Furtado
- Homalomena mutans P.C.Boyce & S.Y.Wong
- Homalomena nathanielii S.Y.Wong & P.C.Boyce
- Homalomena niahensis P.C.Boyce
- Homalomena nigrescens (Schott) Engl.
- Homalomena nutans Hook.f.
- Homalomena obovata Ridl.
- Homalomena obscurifolia Alderw.
- Homalomena occulta (Lour.) Schott
- Homalomena orientalis Mast.
- Homalomena ovalifolia (Schott) Ridl.
- Homalomena ovalifolia Engl.
- Homalomena ovata Engl.
- Homalomena padangensis M.Hotta
- Homalomena palawanensis Engl.
- Homalomena pallidinervia Croat
- Homalomena panamensis Croat & Mansell
- Homalomena passa S.Y.Wong & P.C.Boyce
- Homalomena peekelii Engl.
- Homalomena pendula (Blume) Bakh.f.
- Homalomena pexa S.Y.Wong, P.C.Boyce & A.Hay
- Homalomena philippinensis Engl.
- Homalomena pineodora Sulaiman & P.C.Boyce
- Homalomena plicata P.C.Boyce & S.Y.Wong
- Homalomena pontederaefolia Griff. ex Hook.f., 1893
- Homalomena pontederifolia Griff. ex Hook.f.
- Homalomena portae-inferni S.Y.Wong, Joling & P.C.Boyce
- Homalomena producta A.Hay
- Homalomena prolixa S.Y.Wong & P.C.Boyce
- Homalomena pseudogeniculata P.C.Boyce & S.Y.Wong
- Homalomena pulleana Engl. & K.Krause
- Homalomena pulvinata Fayed & Zarch
- Homalomena puncticulosa S.Y.Wong & P.C.Boyce
- Homalomena punctulata Engl.
- Homalomena pyrospatha Bogner
- Homalomena ridleyi S.Y.Wong & P.C.Boyce
- Homalomena robusta Engl. & K.Krause
- Homalomena rostrata Griff.
- Homalomena rubescens (Roxb.) Kunth
- Homalomena rubescens Miq.
- Homalomena rusdii M.Hotta
- Homalomena santubongensis S.Y.Wong & P.C.Boyce
- Homalomena sarawakensis Ridl.
- Homalomena saxorum (Schott) Engl.
- Homalomena schlechteri Engl.
- Homalomena scortechinii Hook.f.
- Homalomena scutata S.Y.Wong & P.C.Boyce
- Homalomena selaburensis P.C.Boyce & S.Y.Wong
- Homalomena sengkenyang P.C.Boyce, S.Y.Wong & Fasih.
- Homalomena siesmeyriana Mottet
- Homalomena silvatica Alderw.
- Homalomena simunii Kartini, P.C.Boyce & S.Y.Wong
- Homalomena singaporense Regel
- Homalomena singaporensis Regel
- Homalomena soniae A.Hay
- Homalomena squamis-draconis S.Y.Wong & P.C.Boyce
- Homalomena steenisiana A.Hay
- Homalomena stella P.C.Boyce & S.Y.Wong
- Homalomena stollei Engl. & K.Krause
- Homalomena stongensis Zulhazman, P.C.Boyce & Mashhor
- Homalomena striatieopetiolata P.C.Boyce & S.Y.Wong
- Homalomena subcordata Engl.
- Homalomena subemarginata Alderw.
- Homalomena succincta S.Y.Wong & P.C.Boyce
- Homalomena symplocarpifolia P.C.Boyce, S.Y.Wong & Fasih.
- Homalomena tenuispadix Engl.
- Homalomena terajaensis S.Y.Wong & P.C.Boyce
- Homalomena tirtae Asih, Kurniawan & P.C.Boyce
- Homalomena treubii Engl.
- Homalomena truncata (Schott) Hook.f.
- Homalomena vagans P.C.Boyce
- Homalomena velutipedunculata Y.C.Hoe, S.Y.Wong & P.C.Boyce
- Homalomena vietnamensis Bogner & V.D.Nguyen
- Homalomena vittifolia Kurniawan & P.C.Boyce
- Homalomena vivens P.C.Boyce, S.Y.Wong & Fasih.
- Homalomena wallichii Schott
- Homalomena wigmanii Engl. ex Alderw.
- Homalomena wongii S.Y.Wong & P.C.Boyce
- Homalomena zollingeri Schott

## Systématique
Le nom correct complet (avec auteur) de ce taxon est Homalomena Schott.
Ce taxon porte en français le nom vernaculaire ou normalisé suivant : Homalomene.
Homalomena a pour synonymes :
- Chamaecladon Miq.
- Curmeria Linden & André
- Cyrtocladon Griff.
- Diandriella Engl.
- Homalonema Endl.
- Spirospatha Raf.